# Pinhel (freguesia)
A Freguesia de Pinhel, com sede na cidade que lhe dá o nome, é uma freguesia portuguesa do Município de Pinhel, com 44,65 km² de área e 3293 habitantes (censo de 2021), tendo, por isso, uma densidade populacional de 73,8 hab./km².
A Freguesia de Pinhel, para além de ser constituída pela cidade de Pinhel, é constituída pelas localidades de Malta, Quinta Nova e Quintã dos Bernardos
Pinhel tem como símbolo o falcão, presente também como distintivo no seu brasão. O falcão simboliza o patriotismo dos pinhelenses que lutaram pela defesa da independência nacional, numa altura em que estes aderiram ao movimento patriótico do Mestre de Avis e em que Portugal estava sob ataques de Castela, nomeadamente na Beira Alta. O falcão foi assim um talismã arrebatado ao rei de Castela por parte dos terços pinhelenses.

## Demografia
A população registada nos censos foi:
| Distribuição da População por Grupos Etários | Distribuição da População por Grupos Etários | Distribuição da População por Grupos Etários | Distribuição da População por Grupos Etários | Distribuição da População por Grupos Etários |
| -------------------------------------------- | -------------------------------------------- | -------------------------------------------- | -------------------------------------------- | -------------------------------------------- |
| Ano                                          | 0-14 Anos                                    | 15-24 Anos                                   | 25-64 Anos                                   | > 65 Anos                                    |
| 2001                                         | 560                                          | 519                                          | 1838                                         | 545                                          |
| 2011                                         | 534                                          | 354                                          | 1917                                         | 713                                          |
| 2021                                         | 382                                          | 340                                          | 1714                                         | 857                                          |

## Património
- Castelo de Pinhel (Monumento Nacional)
- Pelourinho de Pinhel (Monumento Nacional)
- Casa Grande ou Antigo Solar dos Antas e Meneses (Praça de Sacadura Cabral)
- Casa do Doutor David
- Igreja da Misericórdia de Pinhel
- Igreja da Trindade ou Igreja do Senhor da Coluna
- Antigos Paços do Concelho de Pinhel
- Casa da Cultura (Museu Municipal de Pinhel e Museu José Manuel Soares)
- Solar dos Metelo de Nápoles, também denominado Casa Metelo de Nápoles
- Solar dos Metelo Corte-Real, também denominado Casa Metelo Corte-Real
- Igreja de Santa Maria do Castelo
- Igreja de São Luís
- Antigo Convento de Santo António dos Frades Capuchos
- Solar dos de Mena Falcão (atual Câmara Municipal)
- Antigo Paço Episcopal de Pinhel

| Designações | Designações                               | Categoria             | Tipologia      | Grau                          | Construção   |
| ----------- | ----------------------------------------- | --------------------- | -------------- | ----------------------------- | ------------ |
|             | Castelo de Pinhel                         | Arquitetura militar   | Castelo        | Monumento Nacional            | 1209-1282    |
|             | Pelourinho de Pinhel                      | Arquitetura civil     | Pelourinho     | Monumento Nacional            | Século XVI   |
|             | Igreja de Santa Maria do Castelo          | Arquitetura religiosa | Igreja         | Imóvel de Interesse Público   | Século XIV   |
|             | Convento de Santo António                 | Arquitetura religiosa | Convento       | Imóvel de Interesse Público   | –            |
|             | Paço Episcopal de Pinhel                  | Arquitetura religiosa | Paço Episcopal | Em estudo                     | 1783-1797    |
|             | Casa Grande (Solar dos Antas e Meneses)   | Arquitetura civil     | Solar          | Imóvel de Interesse Municipal | Século XVIII |
|             | Igreja da Misericórdia de Pinhel          | Arquitetura religiosa | Igreja         | Imóvel de Interesse Público   | 1537         |
|             | Igreja de São Luís                        | Arquitetura religiosa | Igreja         | Em Estudo                     | 1596         |
|             | Solar dos de Mena Falcão (Casa de Seixas) | Arquitetura civil     | Solar          | Imóvel de Interesse Municipal | Século XVII  |
|             | Solar dos Corte-Real                      | Arquitetura civil     | Solar          | Imóvel de Interesse Público   | –            |
|             | Solar dos Mendes Pereira                  | Arquitetura civil     | Solar          | Não classificado              | Século XVIII |
|             | Canhão Histórico (parque da Trincheira)   | Arma bélica           | Canhão         | Não classificado              |              |

## Personalidades ilustres
- Visconde de Pinhel e Conde de Pinhel